# Суликольський сільський округ (Аулієкольський район)
Сулико́льський сільський округ (каз. Сұлыкөл ауылдық округі, рос. Сулыкольский сельский округ) — адміністративна одиниця у складі Аулієкольського району Костанайської області Казахстану. Адміністративний центр — село Юльєвка.
Населення — 940 осіб (2021; 1934 у 2009, 2544 у 1999, 3460 у 1989).
Станом на 1989 рік існувала Суликольська сільська рада (села Федосієвка, Чилі, Юльєвка).

## Склад
До складу округу входять такі населені пункти:
| Населений пункт  | Старі назви | Населення, осіб (1989) | Населення, осіб (1999) | Населення, осіб (2009) | Населення, осіб (2021) |
| ---------------- | ----------- | ---------------------- | ---------------------- | ---------------------- | ---------------------- |
| Федосієвка, село | -           | 872                    | 688                    | 545                    | 247                    |
| Чилі, село       | -           | 559                    | 313                    | 199                    | 59                     |
| Юльєвка, село    | -           | 2029                   | 1543                   | 1190                   | 634                    |